# MTV Europe Music Award al miglior album
L'MTV Europe Music Award al miglior album (MTV Europe Music Award for Best Album) è stato uno dei premi principali dell'MTV Europe Music Award, che è stato assegnato dal 1998 al 2008.

## Albo d'oro

### Anni 1990
| Anno | Vincitore              | Nominati |
| ---- | ---------------------- | --- |
| 1998 | Madonna — Ray of Light | - All Saints — All Saints - Beastie Boys — Hello Nasty - Massive Attack — Mezzanine - Robbie Williams — Life thru a Lens                             |
| 1999 | Boyzone — By Request   | - Backstreet Boys — Millennium - Lauryn Hill — The Miseducation of Lauryn Hill - The Offspring — Americana - Red Hot Chili Peppers — Californication |

### Anni 2000
| Anno | Vincitore                                                       | Nominati |
| ---- | --------------------------------------------------------------- | --- |
| 2000 | Eminem — The Marshall Mathers LP                                | - Bon Jovi — Crush - Macy Gray — On How Life Is - Moby — Play - Travis — The Man Who                                                      |
| 2001 | Limp Bizkit — Chocolate Starfish and the Hot Dog Flavored Water | - Dido — No Angel - Madonna — Music - Travis — The Invisible Band - U2 — All That You Can't Leave Behind                                  |
| 2002 | Eminem — The Eminem Show                                        | - Coldplay — A Rush of Blood to the Head - Kylie Minogue — Fever - No Doubt — Rock Steady - Pink (cantante) — Missundaztood               |
| 2003 | Justin Timberlake — Justified                                   | - 50 Cent — Get Rich or Die Tryin' - Christina Aguilera — Stripped - The White Stripes — Elephant - Robbie Williams — Escapology          |
| 2004 | Usher — Confessions                                             | - Beyoncé — Dangerously in Love - The Black Eyed Peas — Elephunk - Dido — Life for Rent - Outkast — Speakerboxxx/The Love Below           |
| 2005 | Green Day — American Idiot                                      | - 50 Cent — The Massacre - Coldplay — X&Y - Gwen Stefani — Love. Angel. Music. Baby. - U2 — How to Dismantle an Atomic Bomb               |
| 2006 | Red Hot Chili Peppers — Stadium Arcadium                        | - Christina Aguilera — Back to Basics - Nelly Furtado — Loose - Madonna — Confessions on a Dance Floor - Muse — Black Holes & Revelations |
| 2007 | Nelly Furtado — Loose                                           | - Akon — Konvicted - Avril Lavigne — The Best Damn Thing - Linkin Park — Minutes to Midnight - Amy Winehouse — Back to Black              |
| 2008 | Britney Spears — Blackout                                       | - Coldplay — Viva la vida or Death and All His Friends - Duffy — Rockferry - Alicia Keys — As I Am - Leona Lewis — Spirit                 |